# Новое монашество
Новое монашество, или неомонастицизм (англ. new monasticism, neomonasicism) — современное воплощение древней традиции христианского монашества, недавно получившие развитие в некоторых протестантских и католических общинах.

## Происхождение
Трудно точно определить начало движения нового монашества. Некоторые сообщества «Движения Иисуса» (Jesus movement), которые сейчас соотносят с новым монашеством, существуют с 1970-х — 80-х годов. Другие хорошо известные общины, такие как The Simple Way в штате Филадельфия, созданы в середине 90-х. Беда Гриффитс, католический монах-бенедиктинец-камальдул, возглавлявший в 1968 — 1993 годах совместный христианско-индуистский ашрам в Индии, часто говорил, что будущее монашества — в том, чтобы быть «светским движением»; он продвигал новый взгляд на монашескую жизнь.
Идеи и терминология «нового монашества» были разработаны Джонотаном Вилсоном (англ. Jonathan Wilson) и изложены в изданной в 1998 году книге под названием «Жить праведно в мире, разбитом на куски» (англ. «Living Faithfully in a Fragmented World»). В действительности Вилсон занимался воплощением идей философа Аласдера Макинтайра и теолога Дитриха Бонхёффера, сказавшего ещё в 1935 году: «Возрождение церкви, несомненно, придёт только в виде новой формы монашества, не имеющей со старой ничего общего, кроме полного отсутствия компромиссов в жизни по Нагорной Проповеди, учению Христа». Видя, что местные сообщества людей приходят в упадок, и уже ничто не может поддерживать нравственные устои жизни в них, Макинтайр закончил свою книгу «После добродетели» («After Virtue») словами надежды на приход «другого Святого Бенедикта». Этим он хотел сказать, что кто-нибудь в нынешние времена сможет привести других людей к возрождению нравственности и добродетели через создание сообщества или общины. В своей книге Дж. Вилсон не только пожелал такого, но также изложил своё видение путей к осуществлению этого через сохранение христианских традиций в будущем. Раймон Паниккар изложил идею «нового монаха» в лекциях, прочитанных в 1980 году группе восточных и западных монашествующих и мирских мыслителей в городе Холиок штата Массачусетс, а в 1982 году опубликовал их в книге «Благословенная простота: монах как универсальный архетип» (англ. Blessed Simplicity: The Monk as Universal Archetype).
В соответствии со своим пониманием сути «нового монашества», Дж. Вилсон предложил четыре признака, общие с традиционным христианским монашеством:
1. это будет «восстановление конечной цели этого мира», которая открылась в Иисусе, и достижима через исцеление «фрагментации мира», подчинение всей жизни владычеству Христа;
2. этого могут достичь «цельные Божьи люди», которые живут и работают ради Христа в любое время и при любых обстоятельствах, не создавая искусственного разделения между «религиозным духовным деланием» и «мирскими заботами»;
3. порядок будет поддерживаться не через возрождение прежних монастырских уставов и правил, но через исполненное радости послушание, которое может быть достигнуто в маленьких группах учеников, практикующих взаимное наставление, исправление и примирение — так же, как это делали первые ученики Христа;
4. это будет «основано на фундаменте глубокой теологической рефлексии и приверженности», через которые церковь сможет возродить свою жизнь и своё свидетельство миру[8].

Лето 2004 года стало определяющим моментом для общественного движения «нового монашества». Тогда представители многих существующих общин и учебных курсов собрались в городе Дарем (штат Северная Каролина), где они совместно обрисовали что-то вроде «правила жизни», известного как «Двенадцать норм» нового монашества. Эта встреча состоялась в ново-монашеской общине «Rutba House», среди членов-основателей которой были Джонотан Вилсон-Хартгроув, чья книга возбудила это движение, (англ. Jonathan Wilson-Hartgrove) и Лия Вилсон-Хартгроув (Leah Wilson-Hartgrove) — его дочь.

## Общий раздел

### Ценности
В большинстве новомонашеских общин придают большое значение следующему:
- Жизнь в размышлении, молитве и созерцании.
- Совместное жительство (возможны разные варианты в зависимости от конкретной общины);
- Гостеприимство
- Обязательство практической помощи бедным

### «Двенадцать норм» нового монашества
Двенадцать Норм Нового Монашества выражают общее для множества новомонашеских общин:
1. Перемещение в «заброшенные места Империи» [на границы общества, подальше от суеты].
2. Разделение экономических ресурсов с нуждающимися членами общины
3. Гостеприимство для странников
4. Горькое сожаление о расовом разделении внутри церкви, совмещённое со стремлением к немедленному примирению.
5. Смиренное послушание Церкви — телу Христовому.
6. Осознанное следование пути Христа и правилам общины, подобное древнему монастырскому послушанию (новициату).
7. Воспитание в духе общей жизни членов идейной общины.
8. Поддержка одиноких безбрачных наравне с моногамными супружескими парами и их детьми.
9. Близость мест жительства членов общины, следующих общему правилу жизни.
10. Забота о будущем всей Земли, данной нам Богом, наряду с поддержкой локальной экономики.
11. Миротворчество среди насилия и разрешение конфликтов внутри общины, как было заповедано в Евангелии от Матфея, стих 18.
12. Приверженность практике «непрестанной молитвы»

### Отличия от «традиционного» христианского монашества
Это движение отличается от других христианских монашеских объединений по многим признакам:
- Характерные для традиционного монашества требования безбрачия, бедности и строгого послушания в новомонашеских общинах соблюдаются не так строго, как, например, в традиционных католических монашеских орденах вроде бенедиктинцев, цистерцианцев и базилиан.
- Члены общины не всегда живут все в одном месте, хотя географическая близость приветствуется[12].
- В отличие от традиционных монастырей, движение «нового монашества» допускает и семейные пары. Так, новомонашеская община «Springwater» в Портленде (штат Орегон) принимает в члены как безбрачных одиночек, так и семейные пары[13]. Большинство традиционных форм христианской религиозной жизни не допускает женатые пары. Однако, некоторые римско-католические и англиканские ордена, известные как «Третий орден», «секулярные» или «мирские» ордена, принимают и женатых, исповедующих духовные ценности ордена (включая францисканцев и доминиканцев).
- Члены движения не носят монашескую религиозную одежду (англ. religious habit).